# 東帝汶業餘足球乙組聯賽
東帝汶業餘足球乙組聯賽（葡萄牙語：Liga Futebol Amadora Segunda Divisão）是東帝汶國內第二級別的足球賽事，最後兩隊勝出者能晉級至東帝汶業餘足球甲組聯賽。